# The Ultimate Fighter: Brasil 2
 The Ultimate Fighter: Brasil 2 é um reality show do Ultimate Fighting Championship (UFC) da série The Ultimate Fighter. Essa temporada marcou a terceira vez que o reality foi filmado fora de Las Vegas, Nevada, e a segunda vez filmado no Brasil.
Essa temporada será composta por 12 episódios e a finale ao vivo do Brasil. A final do torneio dessa temporada, além da luta de técnicos, é esperada para ocorrer em Junho. O reality começou as gravações em Novembro de 2012 e será em português. Essa temporada novamente será produzida pela Floresta, uma companhia de produção brasileira, e irá ao ar na Rede Globo no Brasil. Cada episódio será transmitido pela internet no TUF.tv todos domingos à noite.
O UFC começou às eliminatórias para o reality em Outubro de 2011. O elenco é formado por lutadores Meio Médios com mais de 21 anos e ter no mínimo duas vitórias em três lutas profissionais. Mais de 300 lutadores se apresentaram, na esperança de ser um dos 28 lutadores selecionados. Em 30 de Outubro de 2012, foi anunciado que os treinadores da temporada seriam Antonio Rodrigo Nogueira e Fabricio Werdum.

## Elenco

### Treinadores
| Time Nogueira - Antonio Rodrigo Nogueira - Antônio Rogério Nogueira - Luis Dórea (Boxe) - Everaldo Penco (Jiu Jitsu) - Eric Albarracin (Wrestling) - Sheymon Moraes (Muay Thai) - Vitor Miranda (Kickboxing) | Time Werdum - Fabricio Werdum - Wanderlei Silva - Rafael Cordeiro (Muay Thai) - Fabio Gurgel (Jiu Jitsu) - Kenny Johnson (Wrestling) - Felipe Werdum (Capoeira) |

### Lutadores
Lutadores
- Time Nogueira
  - Luiz Jorge Dutra Jr., Santiago Ponzinibbio, Thiago Gonçalves, Leonardo Santos, David Vieira, William Macario, Cleiton Duarte
- Time Werdum
  - Pedro Irie, Daniel Oliveira de Azeredo, Tiago Alves, Viscardi Andrade, Marcio Santos, Juliano Wandalen, Thiago de Lima Santos

Lutadores eliminados no round de abertura:
- Wande Lopes Santana, Roberto Barros Martins Amorim, Gil Freitas, Felipe Olivieri, Robson Ferreira, Weguimar de Lucena Xavier, Ronaldo Oliveira Silva, Bruno Dias, Luciano Contini, Leandro Silva, Henrique Batista, , Thiago Silva

Lutadores eliminados por lesão
- Neilson Gomes (substituído por Thiago Jambo), Yan Cabral (substituído por Daniel Gelo)

Participações Especiais
- Júnior dos Santos
- Chuck Lidell
- José Aldo
- Demian Maia
- Erick Silva
- Antônio "Pezão" Silva

## Episódios
Episódio 1
- Esta edição do programa apresenta algumas diferenças em relação à temporada anterior. A principal delas é que desta vez há lutadores disputando o título de apenas uma categoria, o peso-meio-médio (até 77,1kg). Outra mudança diz respeito ao número de lutadores que vão ficar na casa. São 14, e não 16 como em 2012. Após as oitavas de final, dois dos perdedores serão escolhidos para uma repescagem. Ele vai se juntar aos sete vencedores para completar as quartas de final. As eliminatórias foram divididas em duas partes: sete lutas foram exibidas neste primeiro programa, e outras sete ficaram para o segundo episódio. A novidade para esses combates ficou por conta da presença de amigos e familiares dos atletas pela segunda vez na história de todos os TUFs - a primeira foi na 17ª edição nos EUA.

- Lutas preliminares:

Pedro Iriê venceu Wande Lopes por nocaute no primeiro round.
Márcio Pedra venceu Daniel Gelo por finalização (mata-leão) no primeiro round.
William Patolino venceu Roberto Corvo por nocaute técnico (interrupção médica) no primeiro round 1.
Thiago Marreta venceu Gil Freitas por decisão dividida.
Neílson Gomes venceu Felipe Olivieri venceu por decisão dividida.
Luiz Besouro venceu Robson Negão por decisão unânime.
Tiago Alves venceu Weguimar Big Big por finalização (kimura) no segundo round.
Episódio 2
- As lutas preliminares continuaram:

Yan Cabral derrotou Ronaldo Oliveira Silva por finalização (mata leão) no primeiro round.
Cleiton Duarte derrotou Bruno Dias por decisão dividida após três rounds.
Leonardo Santos derrotou Luciano Contini por nocaute técnico (interrupção médica) no primeiro round.
David Vieira derrotou Leandro Silva por decisão unânime.
Juliano Wandalen derrotou Henrique Batista por finalização (mata leão) no terceiro round.
Viscardi Andrade derrotou Thiago Goncalves por decisão unânime.
Santiago Ponzinibbio derrotou Thiago Silva por nocaute técnico no segundo round.
- Após as lutas preliminares, os dois lutadores escolheram suas equipes. O treinador Werdum ganhou na moeda (verde por Nogueira, amarelo por Werdum) e optou por escolher a primeira luta, com isso o treinador Nogueira escolheu o primeiro lutador. Os lutadores foram escolhidos na seguinte ordem:

| Treinador | 1ªescolha    | 2ªescolha            | 3ªescolha     | 4ªescolha        | 5ªescolha     | 6ªescolha        | 7ªescolha      |
| --------- | ------------ | -------------------- | ------------- | ---------------- | ------------- | ---------------- | -------------- |
| Nogueira  | Luiz Besouro | Santiago Ponzinibbio | Neilson Gomes | Leonardo Santos  | David Vieira  | William Patolino | Cleiton Duarte |
| Werdum    | Pedro Irie   | Yan Cabral           | Tiago Alves   | Viscardi Andrade | Marcio Santos | Juliano Ninja    | Thiago Marreta |

Episódio 3
- Werdum escolheu a primeira luta, como havia ganhado no jogo da moeda no segundo episódio.
- Werdum selecionou o lutador da sua equipe Tiago Alves, e o lutador da Equipe Nogueira Cleiton Duarte.

Tiago Alves derrotou Cleiton Duarte por decisão unânime.
- Com a vitória, Werdum continuou com o direito de escolha da luta.
- Werdum selecionou o membro de sua equipe Yan Cabral, que apontou para William Patolino sinalizando que queria enfrentá-lo por causa de suas "brincadeiras".

Yan Cabral derrotou David Vieira por finalização (mata leão) no segundo round.
Episódio 4
- Aconteceu um jogo, de empurrar carros até um certo ponto, a Equipe Nogueira venceu e como prêmio ganhou a escolha da próxima luta.
- Yan Cabral quebrou a mão na sua luta no episódio anterior, e foi decidido que ele deixaria a competição. Para seu lugar foi chamado Daniel "Gelo" Azeredo, que fez sua luta preliminar contra Marcio "Pedra" Santos e perdeu por finalização no primeiro round.
- Como a Equipe Nogueira ganhou a escolha da luta, foi escolhido o membro da Equipe Werdum Viscardi Andrade, contra Neilson Gomes.
- Neilson Gomes lesionou seu joelho e também foi retirado da competição, para seu lugar o técnico da Equipe Nogueira escolheu Thiago Jambo.
- A luta foi escolhida novamente e Viscardi permaneceu na luta dessa vez para enfrentar Thiago Jambo, que haviam se enfrentado na luta preliminar.

Viscardi Andrade derrotou Thiago Jambo por nocaute técnico no primeiro round.
- Após vencer a luta, Viscardi apontou para Minotauro e disse: "Essa é para você", o que gerou muita polêmica até entre os lutadores, Viscardi depois disse que ele disse isso porque Minotauro o fez perder peso duas vezes para lutar.

Episódio 5
- Este episódio contou com duas lutas, a primeira escolhida por Werdum foi entre o lutador de sua esquipe Thiago Marreta e William Patolino.

William Patolino derrotou Thiago Marreta por decisão unânime.
- Com a vitória, Minotauro teve o direito de escolher a luta, ele escolheu o membro de sua equipe Leonardo Santos contra Juliano Ninja.
- Os lutadores fizeram uma guerra de objetos nos vestiários.

Leonardo Santos derrotou Juliano Ninja por decisão unânime.
Episódio 6
- Foi feito mais um desafio para decidir quem iria escolher a próxima luta, em um jogo de queimada. A Equipe Werdum venceu o jogo, e ganhou o direito de fazer a escolha.
- A Equipe Werdum escolheu uma luta entre os primeiros escolhidos Pedro Iriê, e o lutador da Equipe Nogueira Luiz Besouro.

Luiz Besouro derrotou Pedro Iriê por finalização (mata leão) no primeiro round.

## Chave do Torneio
|  | Oitavas de final     | Oitavas de final     |                          |     | Quartas de final | Quartas de final |  |  | Semifinais | Semifinais |  |  | Final | Final |
|  |                      |                      |                          |     |                  |                  |  |  |            |            |  |  |       |       |
|  |                      |                      |                          |     |                  |                  |  |  |            |            |  |  |       |       |
|  |                      |                      |                          |     |                  |                  |  |  |            |            |  |  |       |       |
|  | Daniel Oliveira *    | -                    |                          |     |                  |                  |  |  |            |            |  |  |       |       |
|  | Daniel Oliveira *    | -                    |                          |     |                  |                  |  |  |            |            |  |  |       |       |
|  | Cleiton Duarte       | BYE                  |                          |     |                  |                  |  |  |            |            |  |  |       |       |
|  | Cleiton Duarte       | BYE                  | Cleiton Duarte           | 2   |                  |                  |  |  |            |            |  |  |       |       |
|  |                      |                      | Cleiton Duarte           | 2   |                  |                  |  |  |            |            |  |  |       |       |
|  |                      | Santiago Ponzinibbio | DU                       |     |                  |                  |  |  |            |            |  |  |       |       |
|  | Marcio Santos        | Santiago Ponzinibbio | DU                       | 1   |                  |                  |  |  |            |            |  |  |       |       |
|  | Marcio Santos        |                      |                          | 1   |                  |                  |  |  |            |            |  |  |       |       |
|  | Santiago Ponzinibbio | TKO                  |                          |     |                  |                  |  |  |            |            |  |  |       |       |
|  | Santiago Ponzinibbio | TKO                  | Santiago Ponzinibbio *** | DU  |                  |                  |  |  |            |            |  |  |       |       |
|  |                      |                      | Santiago Ponzinibbio *** | DU  |                  |                  |  |  |            |            |  |  |       |       |
|  |                      | Leonardo Santos      | 3                        |     |                  |                  |  |  |            |            |  |  |       |       |
|  | Thiago Santos        | Leonardo Santos      | 3                        | DU  |                  |                  |  |  |            |            |  |  |       |       |
|  | Thiago Santos        |                      |                          | DU  |                  |                  |  |  |            |            |  |  |       |       |
|  | Pedro Iriê           | 2                    |                          |     |                  |                  |  |  |            |            |  |  |       |       |
|  | Pedro Iriê           | 2                    | Thiago Santos            | 2   |                  |                  |  |  |            |            |  |  |       |       |
|  |                      |                      | Thiago Santos            | 2   |                  |                  |  |  |            |            |  |  |       |       |
|  |                      | Leonardo Santos      | DU                       |     |                  |                  |  |  |            |            |  |  |       |       |
|  | Juliano Ninja        | Leonardo Santos      | DU                       | 2   |                  |                  |  |  |            |            |  |  |       |       |
|  | Juliano Ninja        |                      |                          | 2   |                  |                  |  |  |            |            |  |  |       |       |
|  | Leonardo Santos      | DU                   |                          |     |                  |                  |  |  |            |            |  |  |       |       |
|  | Leonardo Santos      | DU                   | Leonardo Santos          | FIN |                  |                  |  |  |            |            |  |  |       |       |
|  |                      |                      | Leonardo Santos          | FIN |                  |                  |  |  |            |            |  |  |       |       |
|  |                      | William Patolino     | 2                        |     |                  |                  |  |  |            |            |  |  |       |       |
|  | Viscardi Andrade     | William Patolino     | 2                        | TKO |                  |                  |  |  |            |            |  |  |       |       |
|  | Viscardi Andrade     |                      |                          | TKO |                  |                  |  |  |            |            |  |  |       |       |
|  | Thiago Goncalves     | 1                    |                          |     |                  |                  |  |  |            |            |  |  |       |       |
|  | Thiago Goncalves     | 1                    | Viscardi Andrade         | DU  |                  |                  |  |  |            |            |  |  |       |       |
|  |                      |                      | Viscardi Andrade         | DU  |                  |                  |  |  |            |            |  |  |       |       |
|  |                      | David Vieira **      | 2                        |     |                  |                  |  |  |            |            |  |  |       |       |
|  | Pedro Irie           | David Vieira **      | 2                        | 1*  |                  |                  |  |  |            |            |  |  |       |       |
|  | Pedro Irie           |                      |                          | 1*  |                  |                  |  |  |            |            |  |  |       |       |
|  | Luiz Dutra Jr.       | FIN                  |                          |     |                  |                  |  |  |            |            |  |  |       |       |
|  | Luiz Dutra Jr.       | FIN                  | Viscardi Andrade         | 3   |                  |                  |  |  |            |            |  |  |       |       |
|  |                      |                      | Viscardi Andrade         | 3   |                  |                  |  |  |            |            |  |  |       |       |
|  |                      | William Patolino     | TKO                      |     |                  |                  |  |  |            |            |  |  |       |       |
|  | Tiago Alves          | William Patolino     | TKO                      | DU  |                  |                  |  |  |            |            |  |  |       |       |
|  | Tiago Alves          |                      |                          | DU  |                  |                  |  |  |            |            |  |  |       |       |
|  | Cleiton Duarte       | 2                    |                          |     |                  |                  |  |  |            |            |  |  |       |       |
|  | Cleiton Duarte       | 2                    | Tiago Alves              | 1   |                  |                  |  |  |            |            |  |  |       |       |
|  |                      |                      | Tiago Alves              | 1   |                  |                  |  |  |            |            |  |  |       |       |
|  |                      | William Patolino     | TKO                      |     |                  |                  |  |  |            |            |  |  |       |       |
|  | Thiago Santos        | William Patolino     | TKO                      | 2   |                  |                  |  |  |            |            |  |  |       |       |
|  | Thiago Santos        |                      |                          | 2   |                  |                  |  |  |            |            |  |  |       |       |
|  | William Patolino     | DU                   |                          |     |                  |                  |  |  |            |            |  |  |       |       |
|  | William Patolino     | DU                   |                          |     |                  |                  |  |  |            |            |  |  |       |       |

*Daniel Oliveira não bateu o peso e Cleiton Duarte avançou à quartas de final.
*Luiz Dutra Jr. lesionou sua mão direita e teve que deixar a competição sendo substituído por David Vieira.
*Santiago Ponzinibbio lesionou sua mão direita sendo substituído por Leonardo Santos para realizar a grande final do TUF Brasil 2.
|       |  | Equipe Werdum       |
|       |  | Equipe Nogueira     |
| DU    |  | Decisão Unânime     |
| DM    |  | Decisão Majoritária |
| DD    |  | Decisão Dividida    |
| FIN   |  | Finalização         |
| (T)KO |  | Nocaute (Técnico)   |
| BYE   |  | Desistência         |

## Bônus da Temporada
- Luta da Temporada:  Santiago Ponzinibbio vs.  Leonardo Santos
- Nocaute da Temporada:  Santiago Ponzinibbio (vs. Marcio Santos)
- Finalização da Temporada:  Luiz Dutra Jr. (vs. Pedro Iriê)